# Wereldkampioenschappen indooratletiek 2024
De wereldkampioenschappen indooratletiek 2024 werden gehouden van 1 maart tot en met 3 maart 2024 in Glasgow, Verenigd Koninkrijk.  De wedstrijden vonden plaats in de Commonwealth Arena.
Deze negentiende officiële editie van het toernooi vond vijf maanden voor de Olympische Spelen 2024 plaats en was een van de kwalificatiemogelijkheden voor de Spelen.

## Programma
Alle tijden zijn lokaal (UTC±0).
| Q                                  | Kwalificatie | S | Series | R1 | Ronde 1 | ½ | Halve finales | F | Finale |
| O = ochtendsessie, A = Avondsessie |              |   |        |    |         |   |               |   |        |

| Datum →              | 1 maart | 1 maart | 1 maart | 1 maart | 2 maart | 2 maart | 2 maart | 2 maart | 3 maart | 3 maart | 3 maart | 3 maart |
| Onderdeel ↓          | O       | O       | A       | A       | O       | O       | A       | A       | O       | O       | E       | E       |
| -------------------- | ------- | ------- | ------- | ------- | ------- | ------- | ------- | ------- | ------- | ------- | ------- | ------- |
| 60 m                 | S       | S       | ½       | F       |         |         |         |         |         |         |         |         |
| 400 m                | S       | S       | ½       | ½       |         |         | F       | F       |         |         |         |         |
| 800 m                | S       | S       |         |         | ½       | ½       |         |         |         |         | F       | F       |
| 1500 m               |         |         | R1      | R1      |         |         |         |         |         |         | F       | F       |
| 3000 m               |         |         |         |         |         |         | F       | F       |         |         |         |         |
| 60 m horden          |         |         |         |         | S       | S       | ½       | F       |         |         |         |         |
| 4 × 400 m            |         |         |         |         |         |         |         |         | R1      | R1      | F       | F       |
| Hoogspringen         |         |         |         |         |         |         |         |         | F       | F       |         |         |
| Polsstokhoogspringen |         |         |         |         |         |         |         |         |         |         | F       | F       |
| Verspringen          |         |         |         |         | F       | F       |         |         |         |         |         |         |
| Hink-stap-springen   |         |         |         |         |         |         | F       | F       |         |         |         |         |
| Kogelstoten          |         |         | F       | F       |         |         |         |         |         |         |         |         |
| Zevenkamp            |         |         |         |         | F       | F       | F       | F       | F       | F       | F       | F       |

| Datum →              | 1 maart | 1 maart | 1 maart | 1 maart | 2 maart | 2 maart | 2 maart | 2 maart | 3 maart | 3 maart | 3 maart | 3 maart |
| Onderdeel ↓          | O       | O       | A       | A       | O       | O       | A       | A       | O       | O       | E       | E       |
| -------------------- | ------- | ------- | ------- | ------- | ------- | ------- | ------- | ------- | ------- | ------- | ------- | ------- |
| 60 m                 |         |         |         |         | S       | S       | ½       | F       |         |         |         |         |
| 400 m                | S       | S       | ½       | ½       |         |         | F       | F       |         |         |         |         |
| 800 m                | S       | S       |         |         | ½       | ½       |         |         |         |         | F       | F       |
| 1500 m               |         |         | R1      | R1      |         |         |         |         |         |         | F       | F       |
| 3000 m               |         |         |         |         |         |         | F       | F       |         |         |         |         |
| 60 m horden          |         |         |         |         |         |         |         |         | S       | S       | ½       | F       |
| 4 × 400 m            |         |         |         |         |         |         |         |         | R1      | R1      | F       | F       |
| Hoogspringen         |         |         | F       | F       |         |         |         |         |         |         |         |         |
| Polsstokhoogspringen |         |         |         |         |         |         | F       | F       |         |         |         |         |
| Verspringen          |         |         |         |         |         |         |         |         |         |         | F       | F       |
| Hink-stap-springen   |         |         |         |         |         |         |         |         | F       | F       |         |         |
| Kogelstoten          | F       | F       |         |         |         |         |         |         |         |         |         |         |
| Vijfkamp             | F       | F       | F       | F       |         |         |         |         |         |         |         |         |

## Medailles

### Mannen
| Onderdeel            | Goud                                                                             | Goud       | Zilver                                                                                                   | Zilver     | Brons | Brons      |
| -------------------- | -------------------------------------------------------------------------------- | ---------- | --- | ---------- | --- | ---------- |
| 60 m                 | Christian Coleman                                                                | 6,41 s WL  | Noah Lyles                                                                                               | 6,44 s     | Ackeem Blake                                                                                               | 6,46 s     |
| 400 m                | Alexander Doom                                                                   | 45,25 s NR | Karsten Warholm                                                                                          | 45,34 s    | Rusheen McDonald                                                                                           | 45,65 s PR |
| 800 m                | Bryce Hoppel                                                                     | 1.44,92 WL | Andreas Kramer                                                                                           | 1.45,27    | Eliott Crestan                                                                                             | 1.45,32    |
| 1500 m               | Geordie Beamish                                                                  | 3.36,54 PR | Cole Hocker                                                                                              | 3.36,69 PR | Hobbs Kessler                                                                                              | 3.36,72    |
| 3000 m               | Josh Kerr                                                                        | 7.42,98    | Yared Nuguse                                                                                             | 7.43,59    | Selemon Barega                                                                                             | 7.43,64    |
| 60 m horden          | Grant Holloway                                                                   | 7,29 s =CR | Lorenzo Ndele Simonelli                                                                                  | 7,43 s NR  | Just Kwaou-Mathey                                                                                          | 7,47 s     |
| 4 × 400 m            | BelgiëJonathan Sacoor Dylan Borlée Christian Iguacel Alexander Doom Tibo De Smet | 3.02,54 WL | Verenigde StatenJacory Patterson Matthew Boling Noah Lyles Christopher Bailey Paul Dedewo Trevor Bassitt | 3.02,60    | NederlandLiemarvin Bonevacia Ramsey Angela Terrence Agard Tony van Diepen Isaya Klein Ikkink Taymir Burnet | 3.04,25 NR |
| Hoogspringen         | Hamish Kerr                                                                      | 2,36 m WL  | Shelby McEwen                                                                                            | 2,28 m     | Woo Sang-hyeok                                                                                             | 2,28 m     |
| Polsstokhoogspringen | Armand Duplantis                                                                 | 6,05 m     | Sam Kendricks                                                                                            | 5,90 m     | Emmanouil Karalis                                                                                          | 5,85 m     |
| Verspringen          | Miltiadis Tentoglou                                                              | 8,22 m     | Mattia Furlani                                                                                           | 8,22 m     | Carey McLeod                                                                                               | 8,21 m     |
| Hink-stap-springen   | Hugues Fabrice Zango                                                             | 17,530 m   | Yasser Mohammed Triki                                                                                    | 17,35 m    | Tiago Pereira                                                                                              | 17,08 m    |
| Kogelstoten          | Ryan Crouser                                                                     | 22,77 m CR | Tom Walsh                                                                                                | 22,07 m    | Leonardo Fabbri                                                                                            | 21,96 m    |
| Zevenkamp            | Simon Ehammer                                                                    | 6.418 pnt  | Sander Skotheim                                                                                          | 6.407 pnt  | Johannes Erm                                                                                               | 6.340 pnt  |

Schuingeschreven zijn estafette-atleten die alleen in de series liepen.

CR is kampioenschapsrecord, WL is wereldbeste prestatie van het seizoen, (=)PR is (evenaring) persoonlijk record.

### Vrouwen
| Onderdeel            | Goud | Goud       | Zilver                                                                                                | Zilver     | Brons                                                                              | Brons      |
| -------------------- | --- | ---------- | --- | ---------- | ---------------------------------------------------------------------------------- | ---------- |
| 60 m                 | Julien Alfred                                                                                            | 6,98 s =WL | Ewa Swoboda                                                                                           | 7,00 s     | Zaynab Dosso                                                                       | 7,05 s     |
| 400 m                | Femke Bol                                                                                                | 49,17 s WR | Lieke Klaver                                                                                          | 50,16 s    | Alexis Holmes                                                                      | 50,24 s PR |
| 800 m                | Tsige Duguma                                                                                             | 2.01,90    | Jemma Reekie                                                                                          | 2.02,72    | Noélie Yarigo                                                                      | 2.03,15    |
| 1500 m               | Freweyni Hailu                                                                                           | 4.01,46    | Nikki Hiltz                                                                                           | 4.02,32 PR | Emily Mackay                                                                       | 4.02,69 PR |
| 3000 m               | Elle St. Pierre                                                                                          | 8.20,87 CR | Gudaf Tsegay                                                                                          | 8.21,13    | Beatrice Chepkoech                                                                 | 8.22,68 NR |
| 60 m horden          | Devynne Charlton                                                                                         | 7,65 s WR  | Cyréna Samba-Mayela                                                                                   | 7,74 s     | Pia Skrzyszowska                                                                   | 7,79 s     |
| 4 × 400 m            | NederlandLieke Klaver Cathelijn Peeters Lisanne de Witte Femke Bol Myrte van der Schoot Eveline Saalberg | 3.25,07 WL | Verenigde StatenQuanera Hayes Talitha Diggs Bailey Lear Alexis Holmes Jessica Wright Na'Asha Robinson | 3.25,34    | Verenigd KoninkrijkLaviai Nielsen Lina Nielsen Ama Pipi Jessie Knight Hannah Kelly | 3.26,36 NR |
| Hoogspringen         | Nicola Olyslagers                                                                                        | 1,99 m     | Jaroslava Mahoetsjich                                                                                 | 1,97 m     | Lia Apostolovski                                                                   | 1,95 m =PR |
| Polsstokhoogspringen | Molly Caudery                                                                                            | 4,80 m     | Eliza McCartney                                                                                       | 4,80 m     | Katie Moon                                                                         | 4,75 m     |
| Verspringen          | Tara Davis-Woodhall                                                                                      | 7,07 m     | Monae' Nichols                                                                                        | 6,85 m     | Fátima Diame                                                                       | 6,78 m     |
| Hink-stap-springen   | Thea LaFond                                                                                              | 15,01 m WL | Leyanis Pérez Hernández                                                                               | 14,90 m    | Ana Peleteiro-Compaoré                                                             | 14,75 m    |
| Kogelstoten          | Sarah Mitton                                                                                             | 20,22 m    | Yemisi Ogunleye                                                                                       | 20,19 m PR | Chase Jackson                                                                      | 19,67 m    |
| Vijfkamp             | Noor Vidts                                                                                               | 4.773 pnt  | Saga Vanninen                                                                                         | 4.677 pnt  | Sofie Dokter                                                                       | 4.571 pnt  |

### Medailleklassement
| Plaats | Land                | Goud | Zilver | Brons | Totaal |
| 1      | Verenigde Staten    | 6    | 9      | 5     | 20     |
| 2      | België              | 3    |        | 1     | 4      |
| 3      | Nieuw-Zeeland       | 2    | 2      |       | 4      |
| 4      | Nederland           | 2    | 1      | 2     | 5      |
| 5      | Ethiopië            | 2    | 1      | 1     | 4      |
| 5      | Verenigd Koninkrijk | 2    | 1      | 1     | 4      |
| 7      | Zweden              | 1    | 1      |       | 2      |
| 8      | Griekenland         | 1    |        | 1     | 2      |
| 9      | Australië           | 1    |        |       | 1      |
| 9      | Bahama's            | 1    |        |       | 1      |
| 9      | Burkina Faso        | 1    |        |       | 1      |
| 9      | Canada              | 1    |        |       | 1      |
| 9      | Dominica            | 1    |        |       | 1      |
| 9      | Saint Lucia         | 1    |        |       | 1      |
| 9      | Zwitserland         | 1    |        |       | 1      |
| 16     | Italië              |      | 2      | 2     | 4      |
| 17     | Noorwegen           |      | 2      |       | 2      |
| 18     | Frankrijk           |      | 1      | 1     | 2      |
| 18     | Polen               |      | 1      | 1     | 2      |
| 20     | Algerije            |      | 1      |       | 1      |
| 20     | Cuba                |      | 1      |       | 1      |
| 20     | Duitsland           |      | 1      |       | 1      |
| 20     | Finland             |      | 1      |       | 1      |
| 20     | Oekraïne            |      | 1      |       | 1      |
| 25     | Jamaica             |      |        | 3     | 3      |
| 26     | Spanje              |      |        | 2     | 2      |
| 27     | Benin               |      |        | 1     | 1      |
| 27     | Estland             |      |        | 1     | 1      |
| 27     | Kenia               |      |        | 1     | 1      |
| 27     | Portugal            |      |        | 1     | 1      |
| 27     | Slovenië            |      |        | 1     | 1      |
| 27     | Zuid-Korea          |      |        | 1     | 1      |
| Totaal | Totaal              | 26   | 26     | 26    | 78     |

## Belgische en Nederlandse deelnemers

### Vrouwen
| Naam                | Onderdeel    | Serie          | Rang   | Resultaat    |
| ------------------- | ------------ | -------------- | ------ | ------------ |
| Rani Rosius         | 60 m         | serie 4        | 1 (6)  | 7,12 s PR Q  |
| Rani Rosius         | 60 m         | halve finale 1 | 2 (7)  | 7,12 s =PR Q |
| Rani Rosius         | 60 m         | finale         | 6      | 7,14 s       |
| Delphine Nkansa     | 60 m         | serie 6        | 3 (16) | 7,22 Q       |
| Delphine Nkansa     | 60 m         | halve finale 3 | 5 (15) | 7,21 s       |
| Elise Vanderelst    | 1500 m       | serie 2        | 5 (8)  | 4.10,15      |
| Yanla Ndjip-Nyemeck | 60 m horden  | serie 3        | -      | DNF          |
| Noor Vidts          | vijfkamp     | klassement     | Goud   | 4.773 pnt    |
| Noor Vidts          | 60 m horden  | serie 2        | 3 (4)  | 8,27 s       |
| Noor Vidts          | hoogspringen | -              | 2e     | 1,79 m       |
| Noor Vidts          | kogelstoten  | -              | 2e     | 14,26 m      |
| Noor Vidts          | verspringen  | -              | 1e     | 6,50 m       |
| Noor Vidts          | 800 m        | -              | 3e     | 2.12,99      |

| Naam                | Onderdeel    | Serie          | Rang   | Resultaat  |
| ------------------- | ------------ | -------------- | ------ | ---------- |
| N'ketia Seedo       | 60 m         | serie 3        | 3 (22) | 7,24 s Q   |
| N'ketia Seedo       | 60 m         | halve finale 3 | 7 (21) | 7,29       |
| Femke Bol           | 400 m        | serie 4        | 1 (5)  | 52,00 s Q  |
| Femke Bol           | 400 m        | halve finale 2 | 1 (1)  | 50,66 s Q  |
| Femke Bol           | 400 m        | finale         | Goud   | 49,17 s WR |
| Lieke Klaver        | 400 m        | serie 2        | 1 (1)  | 51.31 s Q  |
| Lieke Klaver        | 400 m        | halve finale 1 | 1 (3)  | 51,18 s Q  |
| Lieke Klaver        | 400 m        | finale         | Zilver | 50,16 s    |
| Maayke Tjin A-Lim   | 60 m horden  | serie 4        | 3 (23) | 8,10 s Q   |
| Maayke Tjin A-Lim   | 60 m horden  | halve finale   | -      | DNS        |
| Nadine Visser       | 60 m horden  | serie 1        | 1 (3)  | 7,85 s Q   |
| Nadine Visser       | 60 m horden  | halve finale   | 8 (24) | 8,42 s     |
| Jessica Schilder    | kogelstoten  | finale         | 5e     | 19,37 m    |
| Jorinde van Klinken | kogelstoten  | finale         | 16e    | 16,88 m    |
| Sofie Dokter        | vijfkamp     | klassement     | Brons  | 4.571 pnt  |
| Sofie Dokter        | 60 m horden  | serie 2        | 5 (6)  | 8,29 s PR  |
| Sofie Dokter        | hoogspringen | -              | 4e     | 1,76 m     |
| Sofie Dokter        | kogelstoten  | -              | 7e     | 13,04 m    |
| Sofie Dokter        | verspringen  | -              | 4e     | 6,20 m     |
| Sofie Dokter        | 800 m        | -              | 1e     | 2.11,89 PR |

| Ploeg | Onderdeel | Serie   | Rang  | Resultaat      |
| --- | --------- | ------- | ----- | -------------- |
| BelgiëNaomi Van Den Broeck Helena Ponette Camille Laus Cynthia Bolingo Imke Vervaet                      | 4 x 400 m | serie 1 | 3 (5) | 3.28,07 NR q   |
| BelgiëNaomi Van Den Broeck Helena Ponette Camille Laus Cynthia Bolingo Imke Vervaet                      | 4 x 400 m | finale  | 4     | 3.28,05 NR     |
| NederlandLieke Klaver Cathelijn Peeters Lisanne de Witte Femke Bol Myrte van der Schoot Eveline Saalberg | 4 x 400 m | serie 1 | 1 (3) | 3.27,70 Q      |
| NederlandLieke Klaver Cathelijn Peeters Lisanne de Witte Femke Bol Myrte van der Schoot Eveline Saalberg | 4 x 400 m | finale  | Goud  | 3.25,07 WL, NR |

Rang 1 (3) betekent in de serie 1e, met een 3e tijd over alle series.

Q en q betekenen kwalificatie op (Q) plaats en op (q) tijdsnelsten van de nog niet geplaatsten.

Bij de estafette zijn reserves die niet tijdens de wedstrijd hebben gelopen schuingedrukt.

### Heren
| Naam              | Onderdeel            | Serie          | Rang   | Resultaat    |
| ----------------- | -------------------- | -------------- | ------ | ------------ |
| Alexander Doom    | 400 m                | serie 4        | 1 (2)  | 46,11 s Q    |
| Alexander Doom    | 400 m                | halve finale 1 | 1 (1)  | 45,69 s PR Q |
| Alexander Doom    | 400 m                | finale         | Goud   | 45,25 NR     |
| Tibo De Smet      | 800 m                | serie 4        | 3 (8)  | 1.46,34 q    |
| Tibo De Smet      | 800 m                | halve finale 1 | 6 (11) | 1.48,47      |
| Eliott Crestan    | 800 m                | serie 3        | 1 (12) | 1.46,79 Q    |
| Eliott Crestan    | 800 m                | halve finale 2 | 2 (2)  | 1.45,08 PR Q |
| Eliott Crestan    | 800 m                | finale         | Brons  | 1.45,32      |
| Thomas Vanoppen   | 1500 m               | serie 4        | 6 (24) | 3.50,70      |
| John Heymans      | 3000 m               | -              | 8      | 7.48,18      |
| Elie Bacari       | 60 m horden          | serie 2        | 5 (19) | 7,69 s q     |
| Elie Bacari       | 60 m horden          | halve finale 2 | 3 (10) | 7,58 s PR    |
| Michael Obasuyi   | 60 m horden          | serie 6        | 3 (13) | 7,66 s Q     |
| Michael Obasuyi   | 60 m horden          | halve finale 1 | 2 (7)  | 7,54 s =NR Q |
| Michael Obasuyi   | 60 m horden          | finale         | 7      | 7,55 s       |
| Thomas Carmoy     | hoogspringen         | -              | 11     | 2,15 m       |
| Ben Broeders      | polsstokhoogspringen | -              | 6      | 5,65 m       |
| Jente Hauttekeete | zevenkamp            | klassement     | 8      | 5.940 punten |
| Jente Hauttekeete | 60 m                 | serie 1        | 2 (8)  | 7,06 s       |
| Jente Hauttekeete | verspringen          | -              | 9      | 7,22 m       |
| Jente Hauttekeete | kogelstoten          | -              | 7      | 14,48 m      |
| Jente Hauttekeete | hoogspringen         | -              | 3      | 2,01 m       |
| Jente Hauttekeete | 60 m horden          | serie 1        | 3 (7)  | 8,09 s       |
| Jente Hauttekeete | polsstokhoogspringen | -              | 5      | 5,00 m       |
| Jente Hauttekeete | 1000 m               | -              | 8      | 2.49,29      |

| Naam         | Onderdeel            | Serie          | Rang   | Resultaat    |
| ------------ | -------------------- | -------------- | ------ | ------------ |
| Ryan Clarke  | 800 m                | serie 5        | 4 (10) | 1.46,69      |
| Job Geerds   | 60 m horden          | serie 4        | 3 (13) | 7,66 s Q     |
| Job Geerds   | 60 m horden          | halve finale 3 | 4 (11) | 7,62 s       |
| Menno Vloon  | polsstokhoogspringen | -              | 8      | 5,65 m       |
| Sven Jansons | zevenkamp            | klassement     | 7      | 6.076 punten |
| Sven Jansons | 60 m                 | serie 2        | 2 (2)  | 6,81 s       |
| Sven Jansons | verspringen          | -              | 2      | 7,79 m PR    |
| Sven Jansons | kogelstoten          | -              | 10     | 13,54 m      |
| Sven Jansons | hoogspringen         | -              | 7      | 1,95 m       |
| Sven Jansons | 60 m horden          | serie 2        | 5 (8)  | 8,12 s       |
| Sven Jansons | polsstokhoogspringen | -              | 9      | 4,80 =PR     |
| Sven Jansons | 1000 m               | -              | 4      | 2.41,26      |

| Ploeg | Onderdeel | Serie   | Rang  | Resultaat  |
| --- | --------- | ------- | ----- | ---------- |
| België Jonathan Sacoor Dylan Borlée Christian Iguacel Alexander Doom Tibo De Smet Kevin Borlée             | 4 x 400 m | serie 1 | 2 (2) | 3.06,27 Q  |
| België Jonathan Sacoor Dylan Borlée Christian Iguacel Alexander Doom Tibo De Smet Kevin Borlée             | 4 x 400 m | finale  | Goud  | 3.02,54 WL |
| NederlandLiemarvin Bonevacia Ramsey Angela Terrence Agard Tony van Diepen Isaya Klein Ikkink Taymir Burnet | 4 x 400 m | serie 2 | 1 (3) | 3.06,47 Q  |
| NederlandLiemarvin Bonevacia Ramsey Angela Terrence Agard Tony van Diepen Isaya Klein Ikkink Taymir Burnet | 4 x 400 m | finale  | Brons | 3.04,25 NR |

Parijs 1985 · 
Indianapolis 1987 · 
Boedapest 1989 · 
Sevilla 1991 · 
Toronto 1993 · 
Barcelona 1995 · 
Parijs 1997 · 
Maebashi 1999 · 
Lissabon 2001 · 
Birmingham 2003 · 
Boedapest 2004 · 
Moskou 2006 · 
Valencia 2008 ·
Doha 2010 ·
Istanboel 2012 ·
Sopot 2014 ·
Portland 2016 · 
Birmingham 2018 ·
Belgrado 2022 · 
Glasgow 2024 · 
Nanjing 2025 · 
Toruń 2026
Belgische medaillewinnaars · Nederlandse medaillewinnaars